# Harald Närlund
Knut Harald Närlund, född 20 december 1900 i Enköpings församling, Uppsala län, död 12 februari 1978 i Katarina församling, Stockholms län, var en svensk nyckelharpist. Han blev 1952 riksspelman i fiol och nyckelharpa med kommentaren "För bra spel och utmärkta låtar".

## Diskografi
- 1967 – Nyckelharpan.[6]

- 1976 – Käringtand.[7]

- Sweden: Dancing around the may-pole.[8]